# Контраатака
Контраатаката е военна тактика, използвана от отбраняващите се подразделения, атакувани от противник.
По време на атаката атакуващите войски може да се окажат уязвими поради изтощение, самоувереност или да попаднат в неизгодна позиция. В нужния момент защитниците може да излязат от укрепените позиции, да посрещнат агресивно противника и да поемат инициативата. В резултат на това може да бъде вдигната обсада или да се промени изходът на битката. Ако моментът е погрешно избран или контраатаката е зле реализирана, резултатът може да е военно поражение, тъй като защитниците вече нямат предимството на укрепените позиции.